# Luna Rossa
Luna Rossa é um filme estilo ensaio cinematográfico (film essay) de 1998 dirigido por Georg Brintrup.

## Sinopse
Com auxílio da música, o filme faz uma viagem na psiquê da população napolitana, desde a época arcaica até hoje. Os dois napolitanos Tony e Ciro percorrem de carro as estradas de sua cidade, enquanto escutam no rádio a famosa canção “Luna Rossa”. De repente, a música é interrompida com a notícia de mais um crime da camorra. Os dois lamentam que a cidade esteja doente, quase como a canção napoletana, que, agora, dorme como o Vesúvio.
Os dois chegam ao destino, um teatro onde está sendo rodado um filme sobre a música napolitana. Tony, um cantor, e Ciro um mímico (Polichinelo), fazem parte do casting. Colaboram no filme, que estuda as raízes da canção napolitana. Ao final do filme, enquanto atravessam novamente a cidade de carro, refletem sobre a canção napolitana, que está viva, mesmo se, às vezes, dorme, como todo o resto. Inclusive o Vesúvio.
Esta moldura dramática serve para dar espaço às vozes de pessoas comuns. Graças aos comentários dos “transeuntes”, o olhar sobre Nápoles se compõe e decompõe como imagens de um caleidoscópio. Cada um vê sua cidade com a distância de um estrangeiro: o peixeiro, o artesão, a dona de casa, o padre, o professor, o vendedor de fruta, a lavadeira, velhos e jovens se exprimem sobre temas que são a base da música napolitana. O filme, desta forma, apresenta a canção napolitana no complexo e dinâmico contexto de seu quotidiano. Desta forma, este gênero musical não é mostrado categorizado ou classificado, mas sim é apresentado como um fenômeno vivo, necessário ao temperamento dos napolitanos.

## Produção
O napolitano não tem interesse pela verdade porque toda verdade é feia; ele também não dá importância à utilidade. Nápoles se baseia nas sensações. Em Nápoles, reina o sentimento.   O filme-ensaio começa com esta rubrica, que é uma citação livre do filósofo estônio-alemão Hermann Graf Keyserling. O longametragem não tem uma trama, é uma colagem de olhares sobre Nápoles, acompanhados da música. E são os próprios napolitanos, transeuntes, interpretados por atores e figurantes, que comentam os vários aspectos de sua cidade.

## Crítica
| “                                                                   | Este retrato de Nápoles parece uma imagem do Arcimboldo, que compunha suas figuras a partir de um único elemento: legumes ou peixes. Aqui no filme, o simplesmente o som é usado para pintar a cidade, com uma confusão de tons que é extraída da lingua falada, do zumbido constante de vozes de um mundo que é submetido aos espasmos ameaçadores do Vesúvio. Não há comentários nesta evocação, que joga com as máscaras de Arlequim, mas palavras reconciliadoras ou declamatórias de um saboroso gosto filosófico-popular. | ” |
| — Bernard Mérigaud em Télérama (No.2561) de 10 de fevereiro de 1999 | |   |

| “                                                        | Mais do que um documentário real, Luna rossa é uma ficção "incógnita", a história de dois personagens, duas figuras simbólicas que, percorrendo as ruas de Nápoles, em lugares históricos e sugestivos, reconstroem a evolução da canção popular napolitana e de seus mais significativos intérpretes. Com o olhar afastado de um estrangeiro, Luna rossa conta sobre uma cidade nostálgica onde o amor pela canção permanece inalterado ao longo dos anos, superando modas e mudanças. | ” |
| — Raffaella Leveque em Il Mattino de 30 de março de 1998 | |   |